# Dinematomonas
Dinematomonas is een geslacht in de taxonomische indeling van de Euglenozoa. Deze micro-organismen zijn eencellig en meestal rond de 15-40 mm groot.

## Soorten
- D. griseola Perty Silva, 1960
- D. litorale Skuja Silva, 1960